# Questopogon clarkii
Questopogon clarkii är en tvåvingeart som beskrevs av Dakin och Fordham 1922. Questopogon clarkii ingår i släktet Questopogon och familjen rovflugor. Inga underarter finns listade i Catalogue of Life.